# 인사이더 (영화)
《인사이더》(영어: The Insider)는 미국에서 제작된 마이클 만 감독의 1999년 드라마, 스릴러 영화이다. 알 파치노와 러셀 크로우가 주연으로 출연하였고 마이클 만과 피터 얀 브루게가 제작에 참여하였다.

## 줄거리
CBS 프로듀서 로웰 버그만은 헤즈볼라의 창립자 셰이크 파들랄라를 설득하여 마이크 월레스와의 인터뷰를 60분에서 진행하게 한다. 월레스와 버그만은 무장하고 적대적인 셰이크의 경호원들이 인터뷰 준비를 방해하고 위협하려 시도하는 상황에서도 굳건히 버틴다.
나중에 버그만은 브라운 앤 윌리엄슨 담배 회사의 전 임원인 제프리 위건드에게 기술 문서 설명을 도와달라고 접근한다. 위건드는 동의하지만, 비밀유지 협약을 이유로 다른 이야기는 하지 않겠다고 고집하여 버그만을 흥미롭게 한다.
브라운 앤 윌리엄슨은 위건드에게 더욱 엄격한 협약을 강요하고, 위건드는 버그만이 자신을 배신했다고 비난한다. 버그만은 이후 위건드를 찾아가 자신을 변호하고 잠재적인 이야기를 조사한다. 위건드는 매우 손상적인 정보를 가지고 있는 것처럼 보이지만, 브라운 앤 윌리엄슨으로부터의 퇴직금을 위태롭게 할까 봐 아무것도 드러내기를 망설인다. 위건드의 가족은 더 소박한 집으로 이사하고 위건드는 교사로 일하기 시작한다. 어느 날 밤, 위건드는 불법침해의 증거를 발견하고 불길한 전화 한 통을 받는다.
한편, 버그만은 담배 산업에 대한 소송에서 미시시피주를 대표하는 변호사 리처드 스크러그스에게 연락한다. 버그만은 위건드를 심문하여 그의 정보를 공개하면 CBS가 그 정보를 방송할 수 있는 명분을 얻을 수 있다고 제안하고, 스크러그스는 관심을 표한다.
위건드는 이메일로 살해 협박을 받고 우편함에서 총알을 발견한다. 그는 FBI에 연락하지만, 그를 방문한 요원들은 적대적이며 그의 컴퓨터를 압수한다. 격분한 위건드는 버그만에게 인터뷰를 주선해 달라고 요구하고, 그 인터뷰에서 위건드는 브라운 앤 윌리엄슨이 고의적으로 담배를 더 중독성 있게 만들었다는 것에 반대하다 해고되었다고 진술한다.
버그만은 위건드의 집에 보안팀을 배치하고, 위건드 부부는 결혼 생활의 스트레스를 겪는다. 위건드는 브라운 앤 윌리엄슨 변호사들의 위협 시도와 법적 억압에도 불구하고 미시시피에서 증언한다. 집에 돌아온 그는 아내 리안이 자신을 떠나 딸들을 데려갔다는 사실을 알게 된다.
CBS 뉴스의 사장 에릭 클러스터는 CBS 법률 고문 헬렌 캐퍼렐리가 브라운 앤 윌리엄슨으로부터의 법적 조치 위험을 경고하자 위건드의 인터뷰를 방송하지 않기로 결정한다. 버그만은 클러스터와 맞서고, 클러스터와 캐퍼렐리 모두를 부유하게 할 웨스팅하우스에 CBS를 매각하는 임박한 거래를 보호하기 위해 언론의 진실성을 희생했다고 비난한다. 월레스와 그들의 총괄 프로듀서 돈 휴이트는 모두 클러스터 편을 든다. 이 사실을 알게 된 위건드는 경악하여 버그만과의 연락을 끊는다.
수사관들은 위건드의 개인 이력을 조사하고 500페이지 분량의 서류에 그들의 findings를 publication한다. 버그만은 월스트리트 저널이 위건드의 신뢰성을 문제 삼는 기사에 그 서류를 사용할 의도임을 알게 된다. 그는 저널의 편집자를 설득하여 출판을 연기하고, 기자들을 배정하여 서류를 조사하도록 한다. 버그만은 서류가 출처를 거짓으로 인용했다고 주장한다.
위건드 세그먼트를 둘러싼 CBS 내부 갈등 이후, 버그만은 "휴가"를 가라는 명령을 받고 축약된 60분 세그먼트가 방송된다. 버그만은 낙담하고 격분한 위건드에게 연락하고, 위건드는 버그만이 자신을 조종했다고 비난한다. 버그만은 자신을 변호하고 위건드와 그의 증언을 칭찬한다. 스크러그스는 버그만에게 그들의 소송에 대한 대중의 지지를 얻기 위해 전체 세그먼트를 방송하라고 촉구한다. 이 소송은 미시시피 주지사의 소송으로 위협받고 있다. 버그만은 외면당하여 도움을 줄 수 없게 되고, 은밀히 이 이야기를 추구하는 자신의 동기를 의심한다.
버그만은 뉴욕 타임스의 편집자에게 연락하여 전체 이야기와 CBS에서 일어난 사건들을 공개한다. 타임스는 이 이야기를 1면에 싣고 신랄한 사설로 CBS를 비난한다. 저널은 그 서류를 인신 공격으로 일축하고 위건드의 증언을 싣는다. 휴이트는 버그만이 CBS를 배신했다고 비난하지만, 월레스는 이제 기업 압력에 굴복한 것이 실수였다는 데 동의한다. 60분은 마침내 위건드와의 전체 인터뷰를 포함한 원래 세그먼트를 방송한다. 버그만은 월레스에게 자신이 사임했다고 말하며, 60분의 신뢰와 진실성이 이제 영구히 훼손되었다고 믿는다.

## 출연
- 알 파치노 - 로웰
- 러셀 크로우 - 와이갠드
- 크리스토퍼 플러머 - 마이크
- 다이안 베노라 - 와이갠드 부인
- 필립 베이커 홀 - 돈 휴이드
- 린제이 크루즈 - 샤론
- 데비 마자르 - 데비
- 스티븐 토보로스키 - CBS 뉴스 사장
- 콜므 포어 - 스트럭스
- 브루스 맥길 - 모들리 변호사
- 지나 거손 - 핼렌
- 마이클 갬본 - 샌디퍼 사장

## 기타
- 공동제작: 마이클 왁스맨
- 미술: 브라이언 모리스
- 배역: 보니 티머먼

## 한국판 성우진(KBS)
- 배한성 - 로웰(알 파치노)
- 홍시호 - 와이갠드(러셀 크로우)
- 유강진 - 마이크(크리스토퍼 플러머)
- 안종국 - 돈 휴이드(필립 베이커 홀)
- 서혜정 - 와이갠드 부인(다이안 베노라)
- 임종국 - 샌디퍼 사장(마이클 갬본)
- 이윤선 - CBS 뉴스 사장(스티븐 토보로스키)
- 노민 - 모들리 변호사(브루스 맥길) / 로웰의 친구(윌리 C. 카펜터)
- 강희선 - 핼렌(지나 거손)
- 문선희 - 데비(데비 마자르) / 와이갠드의 큰 딸(러네이 올스테드)
- 이종구 - 셰이크(클리프 커티스)
- 임은정 - 샤론(린제이 크루즈)
- 조동희 - 담배 변호사(윙스 하우저) / 뉴욕 타임스 기자(피트 해밀)
- 강구한 - 로버트슨(네스터 세라노) / 샌디퍼 사장의 변호사(개리 샌디)
- 김수중 - 스트럭스(콜므 포어) / 샤론의 아들(브레킨 마이어)
- 서문석 - 노먼(마이클 폴 챈) / 법무장관(마이크 무어)
- 한호웅 - 로웰의 아들(에얄 포델) / 호텔 매니저(로저 바트)
- 은영선 - 와이갠드의 작은 딸(핼리 아이젠버그)

## 음악

### 곡 목록
| 번호 | 제목                            | 연주자                       | 길이 |
| ---- | ------------------------------- | ---------------------------- | ---- |
| 1    | "Tempest"                       | Lisa Gerrard & Pieter Bourke | 2:51 |
| 2    | "Dawn of the Truth"             | Lisa Gerrard & Pieter Bourke | 1:59 |
| 3    | "Sacrifice"                     | Lisa Gerrard & Pieter Bourke | 7:41 |
| 4    | "The Subordinate"               | Lisa Gerrard & Pieter Bourke | 1:17 |
| 5    | "Exile"                         | Lisa Gerrard & Pieter Bourke | 1:39 |
| 6    | "The Silencer"                  | Lisa Gerrard & Pieter Bourke | 1:38 |
| 7    | "Broken"                        | Lisa Gerrard & Pieter Bourke | 2:03 |
| 8    | "Faith"                         | Lisa Gerrard & Pieter Bourke | 3:01 |
| 9    | "I'm Alone on This"             | 그레임 러벨                  | 2:02 |
| 10   | "LB in Montana"                 | Graeme Revell                | 0:50 |
| 11   | "Palladino Montage"             | Graeme Revell                | 0:45 |
| 12   | "Iguazu"                        | Gustavo Santaolalla          | 3:12 |
| 13   | "Liquid Moon"                   | Lisa Gerrard & Pieter Bourke | 4:05 |
| 14   | "Rites" (edit)                  | 얀 가르바레크                | 5:34 |
| 15   | "Safe from Harm" (Perfecto Mix) | 매시브 어택                  | 8:14 |
| 16   | "Meltdown"                      | Lisa Gerrard & Pieter Bourke | 5:40 |

## 같이 보기
- 60분